# Aberto da República 2021 - Doppio maschile
Questa è stata la prima edizione del torneo.
In finale Mateus Alves e Gustavo Heide hanno sconfitto Luciano Darderi e Genaro Alberto Olivieri con il punteggio di 6–3, 6–3.

## Teste di serie
1. Orlando Luz /  Rafael Matos (semifinale)
2. Luis David Martínez /  Fernando Romboli (primo turno)

1. James Cerretani /  Luca Margaroli (primo turno)
2. Mark Vervoort /  Federico Zeballos (primo turno)

## Wildcard
1. Mateus Alves /  Gustavo Heide (campioni)

1. Wilson Leite /  José Pereira (primo turno)

## Ranking protetto
1. Juan Pablo Ficovich /  Matías Zukas (quarti di finale)

## Alternate
1. Nicolás Álvarez Varona /  Facundo Díaz Acosta (quarti di finale)

1. Tomás Lipovšek Puches /  Juan Ignacio Londero (quarti di finale)

## Tabellone

### Legenda
| - Q = Qualificato - WC = Wild card - LL = Lucky loser | - ALT = Alternate - SE = Special Exempt - PR = Protected Ranking | - w/o = Walkover - r = Ritirato - d = Squalificato |

|  | Primo turno | Primo turno                                 | Primo turno                                 | Primo turno | Primo turno |  |  | Quarti di finale | Quarti di finale               | Quarti di finale               | Quarti di finale               | Quarti di finale |   |      | Semifinali | Semifinali                 | Semifinali                 | Semifinali                              | Semifinali                              |   |   | Finale | Finale | Finale | Finale | Finale |  |
|  |             |                                             |                                             |             |             |  |  |                  |                                |                                |                                |                  |   |      |            |                            |                            |                                         |                                         |   |   |        |        |        |        |        |  |
|  | 1           | O Luz R Matos                               | O Luz R Matos                               | 6           | 6           |  |  |                  |                                |                                |                                |                  |   |      |            |                            |                            |                                         |                                         |   |   |        |        |        |        |        |  |
|  |             | P Cachín F Cerúndolo                        | P Cachín F Cerúndolo                        | 4           | 2           |  |  | 1                | O Luz R Matos                  | O Luz R Matos                  | O Luz R Matos                  | w/o              |   |      |            |                            |                            |                                         |                                         |   |   |        |        |        |        |        |  |
|  | Alt         | N Álvarez Varona F Díaz Acosta              | N Álvarez Varona F Díaz Acosta              | 6           | 6           |  |  | Alt              | N Álvarez Varona F Díaz Acosta | N Álvarez Varona F Díaz Acosta | N Álvarez Varona F Díaz Acosta |                  |   |      |            |                            |                            |                                         |                                         |   |   |        |        |        |        |        |  |
|  |             | Gilbert Klier Júnior M Pucinelli de Almeida | Gilbert Klier Júnior M Pucinelli de Almeida | 4           | 4           |  |  |                  |                                |                                |                                |                  |   |      | 1          | O Luz R Matos              | 3                          | 6                                       | [5]                                     |   |   |        |        |        |        |        |  |
|  | 3           | J Cerretani L Margaroli                     | 6                                           | 63          | [3]         |  |  |                  |                                | WC                             | M Alves G Heide                | 6                | 3 | [10] |            |                            |                            |                                         |                                         |   |   |        |        |        |        |        |  |
|  | WC          | M Alves G Heide                             | 4                                           | 7           | [10]        |  |  | WC               | M Alves G Heide                | M Alves G Heide                | 6                              | 7                |   |      |            |                            |                            |                                         |                                         |   |   |        |        |        |        |        |  |
|  |             | F Meligeni Alves T Seyboth Wild             | 7                                           | 65          | [6]         |  |  | PR               | JP Ficovich M Zukas            | JP Ficovich M Zukas            | 2                              | 65               |   |      |            |                            |                            |                                         |                                         |   |   |        |        |        |        |        |  |
|  | PR          | JP Ficovich M Zukas                         | 64                                          | 7           | [10]        |  |  |                  |                                |                                |                                |                  |   |      | WC         | Mateus Alves Gustavo Heide | Mateus Alves Gustavo Heide | 6                                       | 6                                       |   |   |        |        |        |        |        |  |
|  |             | L Darderi GA Olivieri                       | 7                                           | 63          | [10]        |  |  |                  |                                |                                |                                |                  |   |      |            |                            |                            | Luciano Darderi Genaro Alberto Olivieri | Luciano Darderi Genaro Alberto Olivieri | 3 | 3 |        |        |        |        |        |  |
|  |             | A Gómez A Merino                            | 5                                           | 7           | [7]         |  |  |                  | L Darderi GA Olivieri          | L Darderi GA Olivieri          | 6                              | 6                |   |      |            |                            |                            |                                         |                                         |   |   |        |        |        |        |        |  |
|  |             | L Castelnuovo J Nikles                      | L Castelnuovo J Nikles                      | 7           | 7           |  |  |                  | L Castelnuovo J Nikles         | L Castelnuovo J Nikles         | 3                              | 2                |   |      |            |                            |                            |                                         |                                         |   |   |        |        |        |        |        |  |
|  | 4           | M Vervoort F Zeballos                       | M Vervoort F Zeballos                       | 5           | 5           |  |  |                  |                                |                                |                                |                  |   |      |            | L Darderi GA Olivieri      | 6                          | 3                                       | [10]                                    |   |   |        |        |        |        |        |  |
|  | Alt         | T Lipovšek Puches JI Londero                | 3                                           | 6           | [11]        |  |  |                  |                                |                                | H Casanova S Rodríguez Taverna | 3                | 6 | [7]  |            |                            |                            |                                         |                                         |   |   |        |        |        |        |        |  |
|  | WC          | W Leite J Pereira                           | 6                                           | 3           | [9]         |  |  | Alt              | T Lipovšek Puches JI Londero   | T Lipovšek Puches JI Londero   | 4                              | 3                |   |      |            |                            |                            |                                         |                                         |   |   |        |        |        |        |        |  |
|  |             | H Casanova S Rodríguez Taverna              | 65                                          | 6           | [14]        |  |  |                  | H Casanova S Rodríguez Taverna | H Casanova S Rodríguez Taverna | 6                              | 6                |   |      |            |                            |                            |                                         |                                         |   |   |        |        |        |        |        |  |
|  | 2           | LD Martínez F Romboli                       | 7                                           | 4           | [12]        |  |  |                  |                                |                                |                                |                  |   |      |            |                            |                            |                                         |                                         |   |   |        |        |        |        |        |  |